# القليتة (أبين)

تعديل مصدري - تعديل

القليته هي إحدى قرى محافظة أبين اليمنية، وتتبع إدارياً مديرية مودية. يبلغ تعداد سكانها 2004 نسمة حسب تعداد اليمن لعام 2004.